# Callonotacris
Callonotacris is een geslacht van rechtvleugeligen uit de familie Romaleidae. De wetenschappelijke naam van dit geslacht is voor het eerst geldig gepubliceerd in 1909 door Rehn.

## Soorten
Het geslacht Callonotacris omvat de volgende soorten:
- Callonotacris caerulea Piza, 1953
- Callonotacris caeruleipennis Liebermann, 1944
- Callonotacris chelonia Serville, 1838
- Callonotacris lophophora Rehn, 1909